# Антонуччи, Мирко
Мирко Антонуччи (итал. Mirko Antonucci; 11 марта 1999 года, Рим, Италия) — итальянский футболист, полузащитник клуба «Специя».

## Карьера
Антонуччи является воспитанником «Ромы». Был приведён в клуб в двенадцатилетнем возрасте скаутом, известным в прошлом игроком и тренером Бруно Конти. Выступал за молодёжные клубы, выигрывал чемпионат, кубок и суперкубок среди молодёжных команд. С сезона 2017/2018 тренировался с основной командой. 28 сентября 2017 года подписал с клубом свой первый профессиональный контракт.
24 января 2018 года дебютировал в Серии А в гостевом поединке против «Сампдории», выйдя на замену на 74-й минуте вместо Дженгиза Ундера и сделав на 90-й минуте голевую передачу на Эдина Джеко. Принял участие также во встречи следующего тура против той же «Сампдории». 2 мая 2018 года дебютировал в Лиге Чемпионов, заменив в полуфинале против «Ливерпуля» на 75-й минуте Стефана Эль-Шаарави.
19 июля 2018 года был отдан в годичную аренду в другой итальянский клуб — «Пескара».
30 января 2020 года перешёл в португальский клуб «Витория» (Сетубал) на правах аренды до конца сезона 2019/20.
Являлся игроком юниорских и юношеских сборных Италии различных возрастов.